# 尼爾遜·小畢奇
尼爾遜·安傑洛·湯斯馬·索托·小畢奇（葡萄牙語：、1985年7月25日—）是巴西一級方程式賽車手，父親是三屆一級方程賽車冠軍尼爾遜·畢奇。
2005年及06年參加GP2賽車，05年贏得比利時分站，06年在總車手榜排第二。2007年成為雷諾車隊的測試車手。2008年正式為雷諾車隊出戰。2009年8月被车队解雇。2010年开始进入NASCAR赛事。

## 車手生涯

### 幼年
小畢奇生於摩納哥，與荷蘭裔母親Sylvia Tamsma同居，八歲時與父親返回巴西，皮奎接受訪問時表示是母親讓他回到巴西。他有兩名姊妹，及四名兄弟。

### 一級方程式之前
回到巴西後，小畢奇參與高卡賽車活動。2001年參加南美州三級方程式賽車，加入了父親成立的車隊，直到他參加GP2賽車為止。2002年贏得南美州三級方程式賽車冠軍。此外，亦曾於巴西雷諾方程式出賽一次。
2003年前往英國，參加英國三級方程式賽車，總成績第三，勝出6場分站比賽，11次登上頒獎台及八個桿位。2004年奪得英國三級方程式賽車冠軍，是該項賽事最年輕冠軍的車手（19歲2個月），此外亦成為寶馬威廉士當測試車手。
2005年參加A1大獎賽，代表A1巴西隊出戰，在第一場英國站比賽，分別在衝刺賽及主賽事贏得冠軍，此外亦取得最快圈速。他亦出戰GP2賽車，車隊是Hi-tech皮奎體育上陣。此外亦在一級方程式的英美車隊當測試車手。
2006年，在GP2賽事總積分僅次於劉易斯·咸美頓在總積分榜得亞軍。

### 一級方程式
2007年，小畢奇成為雷諾車隊的測試車手。2008年，被雷諾提攜為正式車手，隊友是重返雷諾車隊的費蘭度·阿朗素。
在他的第一場比賽，排位賽只得21名，更於第31圈賽事退出，在F1首次比賽的命運與父親一樣。在馬來西亞站排第十三名比賽，以第十一名完成。在巴林站的比賽。排第十四名起步，不過在第二次進入維修站時因变速器故障而被迫退出。在西班牙站的排位賽中，首次參加最後一輪的排位比賽，最後獲排第十名起步，不過在第七圈與塞巴斯蒂安·波尔戴斯駕駛的戰車相撞而退出比賽。
2008年，德国站比赛中依靠车队的重载油策略加之获益于安全车的出动，小畢奇获得第2名在F1职业生涯中首次登上领奖台。
2009年，獲雷諾車隊續約一年，但由於表現差劣，未能為車隊取得分數，在匈牙利站後被解約。

#### 撞车门事件
在2009年8月，巴西媒体报道引述小皮奎特的话：在2008年新加坡大奖赛上，车队指使他故意撞车为队友费尔南多·阿隆索奠定胜局。丑闻爆出后，FIA介入调查，最终以雷诺车队被判处缓刑、领队布里亚托利辞职告终。

### 電動方程式
小畢奇是首屆電動方程式的總冠軍。

## 一級方程式成績
(粗體字是排桿位比賽) (斜體字是最快圈速保持者) 
| 年份 | 車隊         | 底盤     | 引擎             | 1      | 2     | 3        | 4       | 5     | 6      | 7      | 8     | 9      | 10    | 11   | 12    | 13     | 14 | 15     | 16   | 17   | 18       | 排名 | 分數 |
| ---- | ------------ | -------- | ---------------- | ------ | ----- | -------- | ------- | ----- | ------ | ------ | ----- | ------ | ----- | ---- | ----- | ------ | -- | ------ | ---- | ---- | -------- | ---- | ---- |
| 2008 | ING 雷諾車隊 | 雷諾 R28 | 雷諾 RS27 2.4 V8 | 澳 Ret | 馬 11 | 巴林 Ret | 西 Ret  | 馬 15 | 摩 Ret | 加 Ret | 法 7  | 英 Ret | 德 2  | 匈 6 | 欧 11 | 比 Ret | 10 | 新 Ret | 日 4 | 中 8 | 巴西 Ret | 第12 | 19   |
| 2009 | ING 雷諾車隊 | 雷諾 R29 | 雷諾 RS27 2.4 V8 | 澳 Ret | 馬 13 | 中 16    | 巴林 10 | 西 12 | 摩 Ret | 土 16  | 英 12 | 德 13  | 匈 12 | 欧   | 比    |        | 新 | 日     | 巴西 | 阿   |          | 第20 | 0    |

## 賽車生涯記錄
| 賽季      | 賽事                     | 車隊                  | 出賽     | 桿位     | 勝利     | 分數     | 排名     |
| --------- | ------------------------ | --------------------- | -------- | -------- | -------- | -------- | -------- |
| 2001年    | 南美州三級方程式         | 畢奇體育              | 7        | 1        | 1        | 77       | 第5      |
| 2002年    | 南美州三級方程式         | 畢奇體育              | 17       | 16       | 13       | 296      | 冠軍     |
| 2003年    | 英國三級方程式賽車       | 畢奇體育              | 23       | 8        | 6        | 231      | 第3      |
| 2003年    | 澳門格蘭披治大賽車       | ?                     | 1        | 0        | 0        | N/A      | 第8      |
| 2003年    | 三級方程式大師賽         | 畢奇體育              | 1        | 1        | 0        | N/A      | 第2      |
| 2003年    | 韓國三級方程式超級大獎賽 | 高科技車隊            | 1        | 0        | 0        | N/A      | 第3      |
| 2004年    | 英國三級方程式賽車       | 畢奇體育              | 24       | 5        | 6        | 282      | 冠軍     |
| 2004年    | 歐洲三級方程式杯         | 畢奇體育              | 1        | 1        | 0        | N/A      | 第4      |
| 2004年    | 澳門格蘭披治大賽車       | 畢奇體育              | 1        | 0        | 0        | N/A      | 第10     |
| 2004年    | 三級方程式大師賽         | 畢奇體育              | 1        | 0        | 0        | N/A      | 第8      |
| 2004年    | 巴林三級方程式超級大獎賽 | 畢奇體育              | 1        | 0        | 0        | N/A      | 未完成   |
| 2004年    | 保時捷超級杯             | 保時捷AG VIP車隊      | 1        | 0        | 0        | 0        | 未完成   |
| 2005年    | GP2系列賽                | 高科技-畢奇體育       | 22       | 0        | 1        | 46       | 第8      |
| 2005-06年 | A1大獎賽                 | 巴西                  | 14       | 2        | 2        | 71*      | 第6*     |
| 2006年    | GP2系列賽                | 畢奇體育              | 21       | 6        | 4        | 102      | 第2      |
| 2006年    | 勒芒24小時耐力賽         | Russian Age車隊 (GT1) | 1        | 0        | 0        | N/A      | 第4      |
| 2006年    | 巴西1000哩耐力賽車       | Cirtek車隊 (GTP1)     | 1        | 0        | 1        | N/A      | 冠軍     |
| 2007年    | 一級方程式               | 雷諾車隊              | 測試車手 | 測試車手 | 測試車手 | 測試車手 | 測試車手 |
| 2008年    | 一級方程式               | 雷諾車隊              | 18       | 0        | 0        | 19       | 第12     |
| 2009年    | 一級方程式               | 雷諾車隊              | 10       | 0        | 0        | 0        | 第20     |

* 積分包括其他巴西隊車手得分